# アブドゥライ・ワッド
アブドゥライ・ワッド（Maître Abdoulaye Wade, 1926年5月29日 - ）は、セネガル共和国の政治家。元大統領（第3代：2000年-2012年）、セネガル民主党 (PDS) 党首。

## 来歴
セネガル（当時はフランス領西アフリカの一部）ルーガ州ケベメール（Kébémer）生まれ。ダカール大学の法経学部長などを経て、1974年より政界に入る。

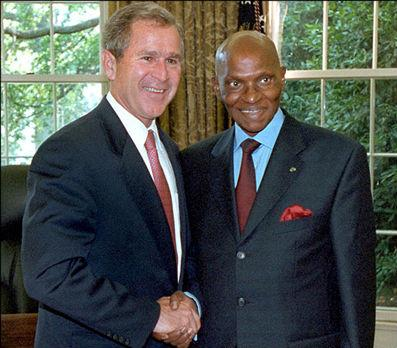
アブドゥライ・ワッド大統領（右）とアメリカのジョージ・W・ブッシュ大統領。

1981年以降、長期にわたったアブドゥ・ディウフ政権のもとで野党政治家を続け、2000年の選挙で、決選投票の末に大統領に選出された。2007年2月の大統領選挙で再選され、4月3日に2期目の宣誓式を行った。
2010年4月4日、セネガル独立50周年の節目に合わせて長年アイデアとして暖めてきたアフリカ・ルネサンスの像を完成させる。しかし多額の事業費は最貧国の一つであるセネガルには分不相応であること、また国有地を売却して事業費を捻出したにもかかわらず、像による収益の35%が大統領自身のものになるといったネガティブな報道が行われた。
2001年に新憲法を制定し、大統領の任期は7年から5年に短縮されたが、この規定が有効となった直後の2008年に独断で再び大統領任期を7年に戻した。2012年3月25日投開票の大統領選挙でマッキー・サル元首相に敗北し、2期12年の政権に幕が降りた。